# Miloslav Klisz
Miloslav Klisz (18. února 1916, Polská Lutyně – 22. prosince 2012, Český Těšín) byl český římskokatolický kněz, dlouholetý redaktor Homiletických směrnic a čestný kanovník Metropolitní kapituly u svatého Václava v Olomouci.
Kněžské svěcení přijal 31. března 1940 ve Vratislavi. Jako kněz působil v Třinci, Vendryni, Bystřici nad Olší a Doubravě a Novém Bohumíně, poté byl povolán k výkonu základní vojenské služby a zařazen k PTP, kde strávil tři roky. Po návratu sloužil postupně ve farnostech ve Zlatých Horách, Vratimově, Hnojníku a Albrechticích a nakonec ve Fryštátě jako výpomocný duchovní. V roce 1991 byl jmenován čestným kanovníkem olomoucké kapituly a roku 1992 prelátem Jeho Svatosti. Po odchodu na odpočinek roku 2008 žil v Domě pokojného stáří v Českém Těšíně.